# Соколов, Михаил Иванович (эсер)
Михаи́л Ива́нович Соколо́в (псевдонимы и клички Анатолий, Пётр Васильевич, Каин, Медведь, 1880—1906) — российский террорист, эсер-максималист.

## Биография
Был секретарём эсеровского крестьянского кружка при Мариинском земледельческом училище (Саратовская губерния). Летом 1904 года находился в Женеве, где в женевской эсеровской организации был идеологом группы «аграрных террористов», пропагандировавших создание в деревнях боевых дружин для вооружённых выступлений.
ЦК эсеров санкционировал поездку группы Соколова в Россию, обеспечив её необходимыми явками, деньгами и документами. За короткое время М. И. Соколов и другие члены группы успели побывать в Минске, Гомеле, Белостоке и ряде других мест Северо-Западного края, посетить несколько городов юга России и Поволжья.
В конце ноября 1904 года появилась написанная Соколовым прокламация за подписью Северо-Западного областного комитета партии, призывавшая рабочих и крестьян «бить покрепче» чиновников, капиталистов и помещиков.
В начале 1905 года занимался созданием «Крестьянского союза». От имени этого Союза были изданы прокламации, в которых «аграрники» звали крестьян на решительную борьбу с оружием в руках против помещиков и царских властей за немедленный переход всей земли в собственность народа и созыв Учредительного собрания.
В начале апреля 1905 года был арестован полицией в Курске на собрании местной эсеровской организации.
Участвовал в Декабрьском восстании в Москве, входил в боевой комитет Пресни, был его руководителем.
В течение 1906 года был одним из руководителей боевой организации максималистов, планировавшей и осуществившей ряд крупных терактов, в том числе взрыв на Аптекарском острове.
10—24 октября 1906 года в Або (Финляндия) участвовал в Первой (учредительной) конференции Союза максималистов, где сделал программный доклад, принятый в качестве основополагающего документа.
26 ноября 1906 года был узнан филёрами на улице в Петербурге и арестован. Приговорён военно-полевым судом к смертной казни. Повешен 2 декабря 1906 года.